# Паллирмиут
Паллирмиут (англ. Pallirmiut) — географически определённая подгруппа медных инуитов, занимавшая территорию провинции Нунавут, Северная Канада. На время весны представители этой группы селились у устья реки Рей. Некоторые оставались там и на лето, другие же присоединялись к племенам из подгруппы Коглуктогмиут, которые в течение лета занимались ловлей гольца у порогов Блади-Фоллс. Племена из подгруппы Паллирмиут зимовали на островах запада центральной зоны залива Коронейшен, а когда снег таял, возвращались на внутренние участки материка. При этом они не использовали сани для перевозки пожитков, а несли их в самодельных мешках.
Инуиты из этой подгруппы проживали, в частности, на территории современной деревни Арвиат, там вели охоту на китов и моржей.

## Этнология
В отличие от некоторых других подгрупп медных инуитов, эскимосы Паллирмиут употребляли в пищу мясо тюленей и карибу, как и представители подгрупп Акулиакаттагмиут, Кангириуармиут, Коглуктогмиут, Нагиуктогмиут, Ноахонирмиут и Пуиплирмиут (англ.  Akuliakattagmiut, Kangiryuarmiut, Kogluktogmiut, Nagyuktogmiut, Noahonirmiut, Puiplirmiut). Паллирмиут вели торговлю с белыми людьми активнее других медных инуитов, а потому имели возможность получать огнестрельное оружие в ходе обмена товарами.
Исследования, проведённые антропологом Даймондом Дженессом, показали, что вышеупомянутые подгруппы медных инуитов породнялись, а потому их племена перемешивались друг с другом.